# Білосніжка: Помста гномів
«Білосніжка: Помста гномів» (англ. Mirror Mirror, досл. «Дзеркало, дзеркало») — американський комедійний фентезі фільм 2012 року, заснований на казці «Білосніжка» Братів Грімм. Оригінальна назва фільму походить від слів, з якими Зла Королева звертається до магічного дзеркала: «Впусти мене, Дзеркало!». Фільм отримав номінацію на Оскар за найкращий дизайн костюмів.
Для українського прокату український дистриб'ютор «Aurora Films» не створив українського дубляжу і фільм демонструвався з російським дубляжем.
Але пізніше, для телебачення фільм дублювала українською мовою студія «Tretyakoff Production».

## Опис
Зла Королева, яка мріє одружитися з красивим і багатим Принцом, хитрістю виселяє з палацу Білосніжку і бере владу в свої руки. Але Білосніжка не загинула в темному дрімучому лісі, а зв'язалася з бандою гномів-розбійників. Разом вони помстяться Лиходійці!

## У ролях
- Джулія Робертс — Королева
- Лілі Коллінз — Білосніжка
- Армі Гаммер — Принц Елкот
- Натан Лейн — Брайтон
- Джордан Прентіс — Наполеон
- Марк Повінеллі — Наливай
- Джо Ґноффо — Граб
- Денні Вудберн — Ґрімм
- Себастьян Сарацено — Вовк
- Мартін Клебба — Бутчер
- Рональд Лі Кларк — Чак
- Роберт Еммс — Чарльз Ренбок
- Мер Віннінґем — Пекарка Маргарет
- Майкл Лернер — Барон
- Шон Бін — Король
- Надя Верруччі — Служниця
- Ліза Робертс Гіллан — Дзеркало Королеви

## Український дубляж
Фільм дубльовано студією «Tretyakoff Production». Ролі дублювали:
- Олена Узлюк — королева
- Світлана Третякова — Білосніжка
- Олександр Погребняк — Брайтон, Чак
- Юрій Кудрявець — Наливай, Ренбок
- Михайло Кришталь — Граб, Вовк
- Микола Карцев — Ґрімм, Барон
- Михайло Тишин — Бутчер
- Ольга Радчук — Марґарет
- Вікторія Хмельницька — служниця, інші